# All Things Valentine
All things Valentine es una película de romance de 2016, con Sarah Rafferty, Samuel Page y Tiffany Robinson, dirigida por Gary Harvey.

## Reparto
- Sarah Rafferty como Avery Parker
- Samuel Page como Brendan Baines
- Tiffany Robinson como Natasha Benson
- Brenda Crichlow como Lauren